# زبان‌های سکایی شرقی
زبان‌های سکایی شرقی یک خانواده از زبان‌های ایرانی شرقی است.

## جایگاه در خانواده زبان‌های ایرانی شمال شرقی
- هندواروپایی
  - هندوایرانی
    - ایرانی
      - ایرانی شرقی
        - سکایی شرقی
          - پامیری

        - سکایی غربی